# Pan (Dragon Ball)
Pour les articles homonymes, voir Pan (homonymie).
 (octobre 2023).
- Si vous ne connaissez pas le sujet, laissez ce bandeau (vous pouvez alors contacter les auteurs).
- Si vous supprimez le contenu mis en cause (vous pouvez préalablement contacter les auteurs),

argumentez précisément cette suppression dans la page de discussion
(un manque de référence n'est pas un argument ; une recherche réelle de référence doit avoir été effectuée, être formellement documentée).
Pan (パン, Pan) est un personnage de fiction créé par Akira Toriyama dans le manga Dragon Ball.
Elle est apparue pour la première fois dans le chapitre 518 de Dragon Ball publié au Japon dans le magazine Weekly Shōnen Jump no 23 en 1995, ce qui correspond au tome 42 publié lui aussi en 1995.

## Biographie fictive

### Dragon Ball Z
Elle possède une bonne technique de combat et de puissance. Dès ses 4 ans, elle participe au dernier Tenkaichi Budokai organisée par son grand-père, M. Satan. Elle met au tapis Mokekko très facilement et son oncle Son Goten, d'une gifle.

### Dragon Ball Super
Elle participe au rituel pour la transformation de Son Goku en dieu Super Saiyan quand elle était encore dans le ventre de Videl. Pan vient au monde peu de temps après.
Ses parents étant sortis faire des courses, Piccolo est son baby-sitter en leur absence. Lorsque Son Goku souffre d'un trouble énergétique tardif et doit se reposer quelques jours, détruisant accidentellement sa maison, Chichi, Son Goten et lui sont hébergés chez Son Gohan et Son Goku profite de ce répit pour consacrer du temps avec sa petite-fille. Malheureusement, cette dernière se retrouve coincée dans l'espace, à l'intérieur du robot de la bande de Pilaf, et pour la première fois, elle éveille son ki et arrive même à voler. Elle rentre saine et sauve chez elle sans que personne s'en aperçoive.

### Dragon Ball GT
Désormais âgée de quatorze ans, elle effectue un voyage spatial à la recherche des Dragon Balls aux étoiles noires avec Trunks et son grand-père, Son Goku. Pour partir, elle prend d'ailleurs la place de Son Goten par la ruse.
Bien des années plus tard, devenue arrière-grand-mère d'un petit Son Goku Junior, elle guide celui-ci, dans le TV Special Dragon Ball GT : Cent ans après situé cent ans après l'histoire de Dragon Ball GT (elle est alors âgée de 116 ans). Pan est donc la dernière survivante de l'époque Dragon Ball GT.

## Description

### À propos du nom
Étant la fille de Videl (anagramme de Devil qui signifie « Diable » en anglais) et de Son Gohan (« gohan » signifie « riz » en japonais), Pan a dans son nom l'héritage de ses deux familles paternelle et maternelle. En effet, elle tire son nom du dieu grec Pan : cornu, barbu, dévêtu et aux pattes de bouc, son image est associé à celle du diable dans le christianisme. Son nom signifie également le pain en japonais, en effet « pan » est un terme générique pour désigner diverses spécialités locales : karē-pan, melon-pan, anko-pan, etc.

### Techniques
- Buku Jutsu
- Kamé Hamé Ha
- Kikoka

## Œuvres où le personnage apparaît

### Manga
- 1984 : Dragon Ball

### Séries
- 1989 : Dragon Ball Z
- 1996 : Dragon Ball GT
- 2009 : Dragon Ball Z Kai
- 2015 : Dragon Ball Super

### Téléfilm
- 1997 : Dragon Ball GT : Cent ans après

### Jeux vidéo
- 1997 : Dragon Ball: Final Bout
- 2006 : Dragon Ball Z: Budokai Tenkaichi 2
- 2007 : Dragon Ball Z: Budokai Tenkaichi 3
- 2015 : Dragon Ball Xenoverse
- 2015 : Dragon Ball Z: Dokkan Battle
- 2015 : Dragon Ball Xenoverse
- 2016 : Dragon Ball Xenoverse 2